# Pessocosma prolalis
Pessocosma prolalis là một loài bướm đêm trong họ Crambidae. It is found on the Seychelles, where it has been recorded from Aldabra, Cosmoledo and Menai.